# ゼロ恋
「ゼロ恋」（ゼロこい）はwhiteeeenの初のオリジナル・アルバムである。ZEN MUSICから2016年12月14日に発売された。

## 収録曲

### CD
1. ゼロ恋 [3:19]
作詞 : 吉里爽 作曲 : GReeeeN
2. ハンブンコ (zerokoi ver) [4:28]
アルバムバージョンでの収録。
作詞 : あいみバイダー 作曲 : HIDE(GReeeeN)/SHIKATA/KAY
3. 君想い [4:43]
1stミニアルバム ｢声｣ 収録曲。
作詞・作曲 : GReeeeN
4. 愛唄〜since 2007〜 [4:05]
映画 ｢ストロボ・エッジ｣ 主題歌
作詞・作曲 : GReeeeN
5. メロディー [4:20]
3rdシングル ｢キセキ〜未来へ〜｣のカップリング曲。
映画 ｢青空エール｣ 挿入歌
作詞 : whiteeeen 作曲 : 高田翼/JIN
6. 恋のテンキヨホウ (zerokoi ver) [5:24]
アルバムバージョンでの収録。
作詞 : 志保/JIN 作曲 : 井上トモノリ
7. あの頃〜ジンジンバオヂュオニー〜 (zerokoi ver) [5:44]
アルバムバージョンでの収録。
作詞 : 山下歩/JIN 作曲 : 木村充利
8. 星の降る夜に [4:53]
GReeeeNのカバー曲。
作詞・作曲 : GReeeeN
9. ハートの魔法 [3:58]
作詞 : whiteeeen 作曲 : 南直博/JIN
10. ポケット [4:04]
映画 ｢シンドバッド 空とぶ姫と秘密の島｣、｢シンドバッド 魔法のランプと動く島｣ 主題歌
作詞・作曲 : GReeeeN
11. キセキ〜未来へ〜 [4:31] ※通常盤
[4:35] ※初回限定盤
映画 ｢青空エール｣ 主題歌
作詞・作曲 GReeeeN
12. 愛唄〜since 2007〜 (Christmas ver)『ボーナストラック』[4:05] ※初回限定盤のみ収録。
作詞・作曲 : GReeeeN

### DVD
- VIDEO CLIP

1. 愛唄〜since 2007〜 (VIDEO CLIP)
2. キセキ〜未来へ〜 (VIDEO CLIP)

- ゼロ恋 (Christmas Party) ※特典映像